# 光叶子花
光叶子花（学名：Bougainvillea glabra）又名小叶九重葛、簕杜鹃、宝巾、三角梅、紫三角、紫亚兰、三角花等，为紫茉莉科叶子花属下的一个物种，是中国深圳、廈門和珠海的市花以及海南省的省花。